# Metulocyphella
Metulocyphella là một chi nấm trong họ Marasmiaceae. Chi này chứa 2 loài được tìm thấy ở Nam Mỹ.